# Campeonato Europeo de Piragüismo en Eslalon de 2020
El XXI Campeonato Europeo de Piragüismo en Eslalon se celebró en Praga (República Checa) entre el 18 y el 20 de septiembre de 2020 bajo la organización de la Asociación Europea de Piragüismo (ECA) y la Federación Checa de Piragüismo.
Inicialmente, el campeonato iba a realizarse en Londres (Reino Unido), pero debido a la pandemia de COVID-19, la federación británica decidió cancelar el evento.
Las competiciones se realizaron en el Canal de Piragüismo en Eslalon de Praga-Trója, acondicionado en el río Moldava, al norte de la capital checa.

## Medallistas

### Masculino
| Evento                 | Oro                                                       | Plata                                                                      | Bronce                                                               |
| ---------------------- | --------------------------------------------------------- | -------------------------------------------------------------------------- | -------------------------------------------------------------------- |
| K1 individual (19.09)  | Jiří Prskavec · República Checa · 97,97 pts.              | Peter Kauzer Eslovenia 98,49 pts.                                          | Mateusz Polaczyk · Polonia · 99,06 pts.                              |
| C1 individual (20.09)  | Benjamin Savšek Eslovenia 104,90                          | Lukáš Rohan · República Checa · 108,66                                     | Václav Chaloupka · República Checa · 109,52                          |
| K1 por equipos (19.09) | Boris Neveu Quentin Burgi Mathurin Madoré Francia 110,93  | Jiří Prskavec · Vít Přindiš · Vavřinec Hradilek · República Checa · 112,38 | Martin Dougoud · Lukas Werro · Dimitri Marx · Suiza · 114,14         |
| C1 por equipos (20.09) | Benjamin Savšek Luka Božič Jure Lenarčič Eslovenia 120,43 | Liam Jegou Robert Hendrick Jake Cochrane Irlanda 135,83                    | Grzegorz Hedwig · Kacper Sztuba · Szymon Zawadzki · Polonia · 150,58 |

### Femenino
| Evento                 | Oro                                                                                 | Plata                                                        | Bronce                                                                   |
| ---------------------- | ----------------------------------------------------------------------------------- | ------------------------------------------------------------ | ------------------------------------------------------------------------ |
| K1 individual (20.09)  | Kateřina Kudějová · República Checa · 112,71 pts.                                   | Camille Prigent Francia 114,61 pts.                          | Amálie Hilgertová · República Checa · 115,43 pts.                        |
| C1 individual (19.09)  | Gabriela Satková · República Checa · 121,75                                         | Tereza Fišerová · República Checa · 122,05                   | Lucie Prioux Francia 130,03                                              |
| K1 por equipos (20.09) | Kateřina Kudějová · Veronika Vojtová · Antonie Galušková · República Checa · 139,64 | Camille Prigent Lucie Baudu Marjorie Delassus Francia 140,67 | Corinna Kuhnle · Nina Weratschnig · Antonia Oschmautz · Austria · 145,47 |
| C1 por equipos (19.09) | Tereza Fišerová · Gabriela Satková · Tereza Kneblová · República Checa · 139,11     | Alja Kozorog Eva Alina Hočevar Lea Novak Eslovenia 164,07    | Lucie Baudu Claire Jacquet Lucie Prioux Francia 210,44                   |

## Medallero
| Núm. | País            | Oro | Plata | Bronce | Total |
| ---- | --------------- | --- | ----- | ------ | ----- |
| 1    | República Checa | 5   | 3     | 2      | 10    |
| 2    | Eslovenia       | 2   | 2     | 0      | 4     |
| 3    | Francia         | 1   | 2     | 2      | 5     |
| 4    | Irlanda         | 0   | 1     | 0      | 1     |
| 5    | Polonia         | 0   | 0     | 2      | 2     |
| 6    | Austria         | 0   | 0     | 1      | 1     |
| 6    | Suiza           | 0   | 0     | 1      | 1     |
|      | TOTAL           | 8   | 8     | 8      | 24    |